# Gulden Spijker
Het Gulden Spijker was een kasteel of versterkt huis in de Nederlandse stad Arnhem, provincie Gelderland. 

## Geschiedenis
Hertog Arnoud van Gelre stichtte het kasteel in 1430 of 1431 op een eiland in de Sint Jansbeek. De functie van het gebouw was aanvankelijk een graanopslag, oftewel een spijker.
In 1524 ruilde hertog Karel van Gelre enkele bezittingen in Staverden voor het Gulden Spijker, dat op dat moment in bezit was van Hendrick de Graeff. Karel liet het gebouw vervangen door een jachtslot. Hij liet tevens een visvijver en een wildbaan aanleggen en een kapel bouwen. Karel was regelmatig op het Gulden Spijker te vinden: diverse oorkonden vermelden dat ze zijn uitgegeven tijdens zijn verblijf op dit kasteel.
In 1541 kwam het slot in handen van het echtpaar Steven van Rutenberch en Agnes van Leeuwenberch. Van Rutenberch ontving het slot, samen met het Zilveren Spijker en de Cannenburg, als een vorm van compensatie voor de geleden schade tijdens een veldtocht voor hertog Karel. Na Stevens dood bleef Agnes de eigenaresse van het Gulden Spijker, maar keizer Karel V had alle bezittingen van hertog Karel in beslag genomen en eiste ook het Gulden Spijker op. Dit leidde tot een rechtszaak.
Judith van Rutenberch, zus van Steven, erfde het kasteel, en haar man Gilles Pieck van Enspijk werd door Filips II met het kasteel beleend. Jan Thymanssen zorgde voor het dagelijkse onderhoud en bewoonde het kasteel.
In 1573 kwam het Gulden Spijker toe aan de Gelderse rekenmeester Boudewijn van der Boe. Hij droeg het Gulden Spijker op als leen aan Gelre. Nadat zijn kleinzoon Willem in 1612 met het slot was beleend, is er tot in de 18e eeuw niets meer bekend over de lotgevallen van het kasteel. Rond 1724 duikt nog de leenman Tijmen Jansen op; het slot was op dat moment leenroerig aan het kasteel Doorwerth. Zijn erfgenamen Jan en Willem Tijmensen waren tussen 1742 en 1768 beleend met het Gulden Spijker.
In 1775 werden het kasteel en de gronden gekocht door burgemeester Gerhard Pronck, die het tot onderdeel van landgoed Sonsbeek maakte. Het kasteel was inmiddels al gesloopt of werd door Pronck afgebroken.
In 1915 werden fundamenten aangetroffen op het eiland in de Grote Vijver tijdens de bouw van een concertpodium. Deze resten zouden afkomstig zijn van het kasteel Gulden Spijker.

## Beschrijving
Het Gulden Spijker zou een vierkante toren zijn geweest met een afmeting van 8 bij 8 meter en een muurdikte van 45 cm. Tijdens de opgraving van 1915 bleken de hoeken te ontbreken, hetgeen zou kunnen wijzen op vakwerkbouw: de houten staanders zullen immers na al die eeuwen zijn verdwenen. In het midden van het gebouw was een dwarsmuur aanwezig. De open haard bevond zich aan weerszijden van deze muur. Rondom het kasteel lag een dubbele gracht met een singel.
In de 19e eeuw werd er op het landgoed Gulden Bodem een rentmeestershuis gebouwd dat eveneens de naam Gulden Spijker kreeg.
Aalst · Aardenburg · Acquoy · Aerdt · Agistaldaburg · Ahof · Aldenhaag · Aller · Ambe · Ammersoyen · Ampsen · Andelst · Angeroyen · Appelburg · Appelse walburg · Appeltern · Arler · Baak · Babberich · Baer · Baerle · Bakerbosch · Balgoij · Barlham · Batenburg · Beek · Beerenclaauw · Bemmel · Bevervoorde · Bergh · Biljoen · Bingerden · Blankenborg (Laren) · Blankenborg · Blauwe Huis · Blokhuis (Ravenswaaij) · Boelenham · Boetselaersborg · Borculo · Boswaai · Brakel · Den Brakel · Den Bramel · Bredevoort · Broekhuizen · Bronkhorst · Bruchem · Bruinhorst · Brunsberg · Bulkestein · Bunswaard · Burcht van Tiel · Buren · De Buurse · Byland · Byvanck · Caetshage · Camphuysen · De Cannenburch · de Cloese · Coldenhove · Culemborg · Dedinckweerd · Delwijnen · Didam · Diepenbroek · Hof te Dieren · Huis Dijck · Dikke Tinne · Doddendaal · Dodewaard · Doornenburg · Doornik · Doorwerth · Dooyenburg · Dorth · Doseburg · Drakenburg · Dreumel · Druten · Duivelshuis · Eerbeek · De Ehze · Elburg · Eldrik · Emmerik · Engelenburg · Groot Engelenburg · Engelrode · Enghuizen · Enspijk · De Essenburgh · Essenpas · Est · Fokkinck · Gameren · Geerestein · Geldermalsen · De Gelderse Toren · Geldersweerd · Gellicum · Gendt · Gennepestein · Glindhorst · Goudenstein · ‘s-Grevenhoef · Groot Hell · Groenlo · Groesbeek · Huis te Groesbeek · Grunsfoort · Gulden Spijker · Hackfort · Hackforts Veenhuis · Hagen · Hagevoort · Hamerden · Hanepol · Harreveld · Harslo · Hassink · Het Haveke · Hedel · Heeckeren · De Heegh · Hees · De Heest · Hellouw · Hemmen · Hernen · Motte van Hernen · Heumen · Heusden · Hoekelum · Hoekenburg · De Hoeve · De Hof · Hof d'Ooy · Hof van Arkel · Huis het Holt · Holthuis · Het Holtslag · Ter Horst · Houberg · St. Hubertus · Huissen · Hulhuizen · Hulkestein · Hulsen · Hunneschans bij De Duno · Hunneschans bij Uddel · Jonker Bloo · 't Joppe · De Kamp · Karssenberg · Kemnade · Keppel · Kermestein · Kernhem · Kervel · Kiefskamp · De Kinkelenburg · Klein Enghuizen · Kleverburg · Kortenhoeve · Laag Helbergen · Lakenburg · Landfort · Langen · Latenstein · De Lathmer · Lathum · Ter Lede · Leegpoel · Leemcuyl · Leeuwen · Leeuwenbergh · Lensenburg · Lent · Leur · Leuvenum · Leyenburg · Lichtenvoorde · Lievenstein · Loenen · Loevestein · Loil · Loowaard · Luynhorst · Hof te Maasbommel · Magerhorst · Malburgen · Malderburcht · Malsen · Manhorst · Marhulsen · De Marsch · Marveld · Mathena · Maurik · Medel · Medestein · 't Medler · Meinerswijk · De Mellard · Mensink · Mergelp · Meteren · 't Meyerink · Middachten · Millingen · Mussenberg · Nagelhorst · Nederhagen · Nederhemert · Neerijnen · Huis Neerijnen · De Nesch · Nettelhorst · Nieuwe Blokhuis ·  Nijburg · Nijenbeek · Old Putten · Notenstein · Nye Huis · Olde Spijker · Oldenaller · Oldenhof (Driel) · Oldenhof (Heteren) · De Ooij · Oolde · Oud Oolde · Oosterhout · Ophemert · Opijnen · Oud Ampsen · Oude Blokhuis · Het Oude Loo · Oude Voorst · Oudenborch · Oud-Wisch · Huis te Overasselt · Overeng · Overhagen · Overlaar · 't Oye · Palmestein · De Parck · Persingen · Plekenpol · Ploen · Pluimenburg · Poederoijen · Poelwijck · Poelwijk · De Pol (Dreumel) · Huis de Poll (Huis te Gietelo) · De Poll (Huissen) · Pollenbering · Pollenstein · Puttenstein · Het Raasink · Ravenhorst · De Rees · Ressen · Reuversweerd · Reygersfoort · Rhijnestein · Huis Rijswijk · Rode Toren · Roode Wald · Rosande · Rosendael · Rossum · Rumpt · Ruurlo · Rijsselt · Schadewijk · Schaffelaar · Scherpenzeel · Schoonbroek · Schoonderbeek · Schoonenburg · Schuilenburg · Schuilkerke · Hof te Seelbeek · Sevenaer I · Sevenaer II · Sinderen (Oude IJsselstreek) · Sinderen (Voorst) · Slangenburg · Sleeburg · Slimsijp · De Snor · Soelen · Spaansweerd · Spaldorp · Spijk · Staverden · Sterkenburg · Swanepol · Tarthorst · Teisterbant (Kerk-Avezaath) · Teisterbant (Kerkdriel) · Ter Dicke · Tolhuis · Tolhuis (Tiel) · Tollenburg · Tongerlo · Toren van Wely · Tuil · Ubbergen · Uilenburg (Ewijk) · Uilenburg (Heteren) · Ulenpas · Ulft · Upladen · Valburg · Valkhofburcht · Valkhofpalts · Vanenburg · Varik · Hof te Varsseveld · 't Velde · Velhorst · Verwolde · Vierakker · De Voorst · Voorstonden · Vorden · Vosbergen · Vredenburg · Vredestein (Driel) · Vredestein (Ravenswaaij) · Vuren · Waardenburg · Waddestein · Wadenoijen · Waede · Wageningen · Walfort · 't Waliën · De Wardt · Watergoor · Watermeerwijk · Wayenstein (Huis te Herwijnen) · Well (Huis van Malsen) · Weijenrade · Westenburg · Westerholt · Weurt · De Wiersse · Wijenburg (Echteld) · De Wildenborch · De Wildt · Wilp · Wilperhorst · Winssen · Wisch · Wychen · Wolfswaard · Woolbeek · Yrst · IJzendoorn · Zeeland · Zilveren Spijker · Zuilichem · Zwaluwenburg · Zwanenburg (Heerde) · Zwanenburg (Megchelen)